# Ernst Wolf (Jurist)

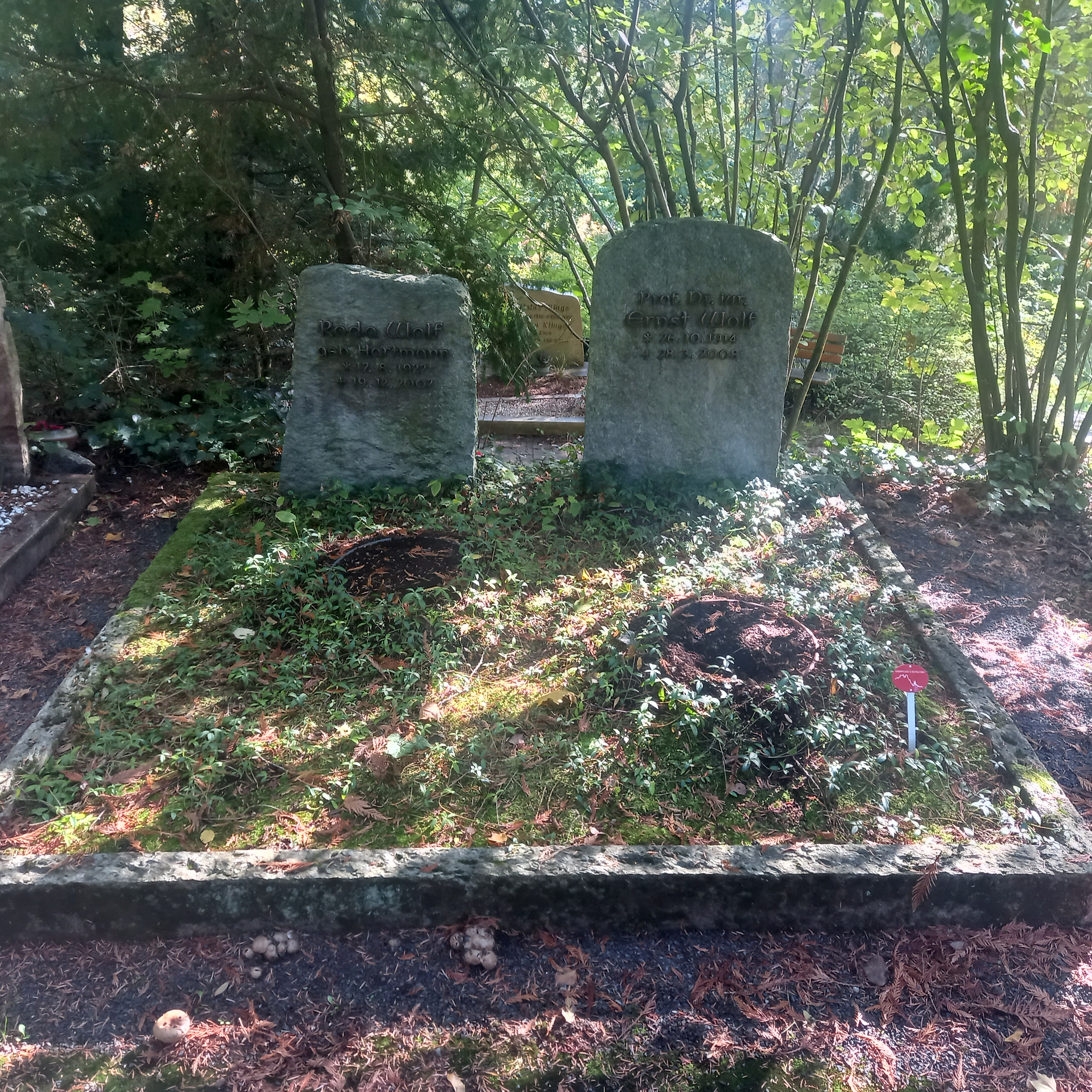
Das Grab von Ernst Wolf und seiner Ehefrau Roda geborene Hartmann auf dem Hauptfriedhof Marburg

Ernst Wolf (* 26. Oktober 1914 in Meiningen; † 28. März 2008 in Marburg) war ein deutscher Jurist und Professor für Zivilrecht an der Philipps-Universität in Marburg.

## Leben
Wolf absolvierte zwischen 1921 und 1925 die Bürgerschule, bevor er an das Reform-Realgymnasium in Meiningen wechselte, wo er 1934 das Abitur ablegte. Nach Ableistung des Wehrdienstes studierte er Rechtswissenschaften in Frankfurt am Main und Berlin, das er im Juli 1938 am Kammergericht Berlin mit dem ersten Staatsexamen abschloss.
Während seines Studiums wurde Wolf als 21-Jähriger von der Gestapo verhaftet und in das Konzentrationslager Bad Sulza verbracht, da er gegen die Zwangsemeritierung eines Professors demonstriert hatte. Er wurde erst 1937 aus der Haft entlassen.
Nach dem Abschluss seines Studiums ging er nach Frankfurt am Main. Hier promovierte er 1940 in Handelsrecht zum Thema Die Bürgschaft für laufenden Geschäftskredit, insbesondere beim Wechsel des Geschäftsinhabers am Lehrstuhl von Ruth, damals Ordinarius für Bürgerliches Recht.
Nach seiner Promotion war er vorübergehend Lehrbeauftragter an der Universität Frankfurt, bevor er im Juni 1940 zur Wehrmacht eingezogen wurde. Im Sommer 1943 folgte seine Entlassung aus dem Heeresdienst wegen einer Knieverletzung, worauf er seine Lehrtätigkeit an der Universität Frankfurt fortsetzte.
Im Mai 1946 habilitierte Wolf über das Thema Die Generalklausel im Schadensersatzrecht, bevor er im August 1947 als Referent ins hessische Justizministerium wechselte, das er bereits 1948 wieder verließ. Im Februar 1948 wurde er zum außerplanmäßigen Professor der Universität Frankfurt ernannt.
Wolf wurde 1951 zum beamteten außerordentlichen Professor der Universität Frankfurt ernannt. Über Kontakte, die aufgrund einer Zusammenarbeit in Fragen des Eherechts entstanden, konnte er 1954 für ein halbes Jahr als Gastprofessor in Chicago arbeiten, wo er mit Max Rheinstein kooperierte.
1955 nahm er einen Ruf als ordentlicher Professor auf den Lehrstuhl für Bürgerliches Recht, Arbeitsrecht und Rechtsphilosophie an der Universität Marburg an, wo er bis zu seiner Emeritierung 1983 blieb. Im Jahr 1968 gehörte er zusammen mit vielen anderen Professoren der Hochschule zu den maßgeblichen Initiatoren und Unterzeichnern des „Marburger Manifestes“, das eine akademische Front gegen die aufkommende Mitbestimmung und „Demokratisierung“ an den Hochschulen bildete.
Ernst Wolf war Vorreiter bei der Lösung zahlreicher Rechtsfragen. Er sprach sich als erster in den 1950er Jahren für eine individualrechtliche Betrachtung der Ehe und für das Zerrüttungsprinzip bei Scheidungen aus. Neben zahlreichen Veröffentlichungen verfasste er Lehrbücher zum Allgemeinen Teil des BGB sowie zum Schuld- und Sachenrecht. Mit seinen Ausführungen zur Rechtsfähigkeit des Menschen erlangte Wolf einen Bekanntheitsgrad in der wissenschaftlichen Gemeinde.
Von Juli 1955 bis 1956 war er Mitglied des Personalgutachterausschusses für die neue Bundeswehr.
Wolf war verheiratet und hatte drei Kinder. Seine beiden Söhne (Joachim Wolf und Gerhard Wolf) sind Professoren der Rechtswissenschaft an unterschiedlichen Universitäten. Seine Tochter Daniela Lerchl (geb. Wolf) ist Naturwissenschaftlerin.

## Veröffentlichungen (Auswahl)
- Allgemeiner Teil des bürgerlichen Rechts, ISBN 3-452-19041-2.
- Ernst Wolf, Hans Naujoks: Anfang und Ende der Rechtsfähigkeit des Menschen. Verlag Klostermann, Frankfurt am Main 1955, 240 S.
- Gibt es eine marxistische Wissenschaft? Kritik der Grundlagen des dialektischen Materialismus, München 1980.
- Rechtsphilosophie – ein Irrweg! ISBN 3-00-009857-7.